# Аца Степић
Александар Аца Степић (Велико Поље код Обреновца, 25. август 1932 — 6. октобар 2021) био је српски композитор народне музике, аранжер и хармоникаш. Компоновао је око двадесет кола и преко пет стотина песама, од којих су најпознатије: Мој живот је тужна прича (Зоран Калезић), Шеснаест ти лета беше (Саво Радусиновић), За љубав сам младост дао (Миланче Радосављевић), Само једна кап љубави (Силвана Арменулић), Једном сам и ја волео и Љубави владају свијетом (Асим Бркан), Носила си бурму моје мајке и Шехерезада (Љуба Аличић), Једна жена, среће жељна (Шабан Шаулић)... Добитник је Златне птице Југотона за три милиона продатих плоча и бројних других признања. Био је истакнути естрадни уметник.

## Биографија
Рођен је 1932. године у Великом Пољу код Обреновца. По завршетку средње школе, 1950. године почиње да свира хармонику у београдским ресторанима и хотелима. У Сарајеву упознаје Силвану Арменулић. Убрзо прихвата ангажман у београдском хотелу "Гранд" у који доводи и Силвану да наступа са њим и његовим оркестром. Након тога, Аца и Силвана две године наступају у Скадарлији, а онда и у ресторану "Звездара". Годину дана био је ангажован као хармоникаш у оркестру Радио Београда под руководством Властимира Павловића Царевца. Након овог ангажмана, почиње његово стваралаштво у области народне музике. Као стални сарадник Радио телевизије Србије, учествовао је у бројним емисијама, попут Суботом увече, Весело вече, Село весело... Такође, учествовао је на бројним фестивалима - Илиџа, Песма лета, Београдско пролеће и манифестацијама, као што су Караван смеха и Септембар у Ивањици (данас Нушићијада).
1971. године на конкурсу за песму о изградњи пруге Београд-Бар, победила је Степићева композиција Београде, Бар те зове коју је певала Лепа Лукић.
У склопу културне размене, гостовао је неколико пута у Совјетском Савезу, Бугарској и Мађарској. У периоду од 1972. до 1980. године, са својим оркестром наступао је на концертима за наше раднике у иностранству.
Компоновао је двадесетак кола и преко пет стотина песама, продатих у тиражу од три милиона примерака, за шта је награђен Златном птицом Југотона. Такође, добитник је Естрадне награде Југославије, Естрадне награде Србије, Награде за животно дело на фестивалу Моравски бисери...

## Стваралаштво

### Песме
- Асим Бркан: Једном сам и ја волео, Љубави владају свијетом, Ко је, мајко, онај човек, Да си срећна, писала ми не би, Не руши ми срећу, непозната жено
- Зоран Калезић: Мој живот је тужна прича, Где си, где си, што те нема, Чекај ме, чекај ме, Растанак
- Силвана Арменулић: Само једна кап љубави, Најлепша сам девојчица била, Љубави, врати се, Кад једном одем, Југо, моја Југо
- Љуба Аличић: Носила си бурму моје мајке, Шехерезада, Хоћу љубав, нећу пријатељство, Ниси знала за бол срца мога, Хоћу сусрет у четири ока
- Миланче Радосављевић: За љубав сам младост дао, Поздрави, драга, сина, Ако другог волиш, не питај за мене
- Саво Радусиновић: Шеснаест ти лета беше
- Шабан Шаулић: Једна жена, среће жељна
- Лепа Лукић: Заспи срце ако можеш, Ти си моја љубав
- Снежана Ђуришић: Ја ноћас плакати нећу, Зашто те толико волим, Једно нас сунце грејало дуго
- Шериф Коњевић: Испијам чашу среће
- Милена Плавшић: Ти не знаш, а ја те волим, Само за тебе, једини мој, Дођи док те срце зове
- Весна Змијанац: Остављена жена, Пођи са мном, ил' остани с њом
- Душица Билкић: Пусти, мајко, да га сањам
- Хашим Кучук Хоки: Кад би знала колико те волим
- Беба Селимовић: Теците, сузе
- Мирјана Бајрактаревић: Зашто да душа пати и боли
- Љубомир Ђуровић: Још ме пеку сузе твоје

### Кола
- Шабачки вез
- Девојачки вез
- Микијево коло
- Коло Лепе Лукић
- Ацино коло
- Обреновачко коло
- Колубарски вихор
- Ужичко коло
- Зов са југа
- Пашона коло
- Надино коло
- Батино коло
- Авалски поветарац
- Гајде оро
- Рођенданско коло
- Ново чукаричко коло
- Матурантско коло
- Топчидерско коло
- Опленачко коло
- Великопољско коло
- Геогиевско коло

## Награде и признања
- Награда "Властимир Павловић Царевац", 1974.
- Естрадна награда Југославије, 1977.
- Награда стручног жирија за коло "Шабачки вез" на Београдском сабору 1976.
- Естрадна награда Србије, 1986.
- Награда за животно дело - фестивал Моравски бисери, 2009.
- Награда за животно дело - Музички оскар, 2010.
- Златна птица Југотона